# Akira Kuroda
Akira Kuroda (japanisch 黒田 晶 Kuroda Akira; * 22. Dezember 1977 in der Präfektur Chiba) ist eine japanische Schriftstellerin.

## Leben
Akira Kuroda wurde in der Präfektur Chiba geboren und studierte zunächst Kunst an der Meiji-Gakuin-Universität und wechselte dann an die University of Brighton. Im Jahr 2000 erschien ihr Debüt You Love Us, dessen Titel später in Made in Japan (メイドインジャパン) umgeändert wurde, in der Zeitschrift Bungei (文藝賞) und wurde mit dem Bungei-Preis (文藝賞) ausgezeichnet. Ihr zweiter Roman Sekai ga hajimaru asa (世界がはじまる朝) wurde für den 16. Mishima-Preis nominiert.

## Werke
- 2001 Made in Japan (メイドインジャパン, Meido in Japan), Kawada Shobō Shinsha, ISBN 4-309-01393-7
  - Made in Japan,  übersetzt von Martina Berlin:  JBook, MAAS Verlag, Berlin 2004, ISBN 3-929010-90-9
- 2002 Sekai ga hajimaru asa (世界がはじまる朝), Kawada Shobō Shinsha, ISBN 4-309-01500-X